# Armando Sabatini
Armando Sabatini (Granaglione, 21 giugno 1908 – Roma, 2 agosto 2003) è stato un politico italiano.
Fu membro della Camera dei deputati per quattro legislature e sottosegretario di stato dal 1954 al 1957.

## Biografia
Nato a Granaglione, paese dell'Appennino bolognese, si trasferì a Torino dove trovò lavoro alla Fiat.
Iscritto alla Democrazia Cristiana, di cui fu anche Consigliere nazionale, fu eletto per la prima volta deputato alle elezioni del 1948, dove era candidato nella circoscrizione di Cuneo - Alessandria - Asti, con 54.043 voti di preferenza. Fu rieletto nella stessa circoscrizione in occasione delle elezioni politiche del 1953, del 1958, e del 1963.
Nel 1954 fu nominato sottosegretario al Lavoro e alla Previdenza sociale per il Governo Scelba e fu riconfermato nello stesso incarico nel successivo Governo Segni I.
Ha ricoperto la carica di Segretario nazionale della Federazione Italiana Metalmeccanici.
È noto per la legge che porta il suo nome, promulgata nel 1965, sull'incentivazione all'innovazione tecnologica per le piccole e medie imprese.

## Uffici di governo
- Governo Scelba: Sottosegretario al Lavoro e Previdenza sociale dall'11 febbraio 1954 al 6 luglio 1955
- Governo Segni I: Sottosegretario al Lavoro e Previdenza sociale dal 9 luglio 1955 al 19 maggio 1957